# Амоа, Мэттью
Мэ́ттью Амо́а (англ. Matthew Amoah; род. 24 октября 1980, Тема, Гана) — ганский футболист, нападающий.

## Карьера
Свою профессиональную карьеру начал в 1998 году в нидерландском клубе «Витесс», где выступал до 2005 года. В 2000 году отдавался в аренду в другой голландский клуб — «Фортуна» (Ситтард). В декабре 2005 года Амоа подписал с дортмундской «Боруссией» двухлетний контракт, тогда тренером немецкого клуба был Берт ван Марвейк, который также тренировал и «Фортуну (Ситтард)» в 2000 году. За немецкий клуб провёл всего 17 матчей в лиге, не забил ни одного мяча и 3 июля 2007 года Амоа подписывает трехлетний контракт с нидерландским клубом НАК, сумма трансфера составила 250 тысяч евро. Причиной его ухода из «Боруссии» стал недостаток игровой практики. «Мы рассчитывали на этот контракт в течение многих месяцев, — сказал технический директор „Бреды“ Эрни Стюарт. — Сначала было похоже, что будет невозможно заключить контракт, но на этой неделе переговоры пошли быстрее».

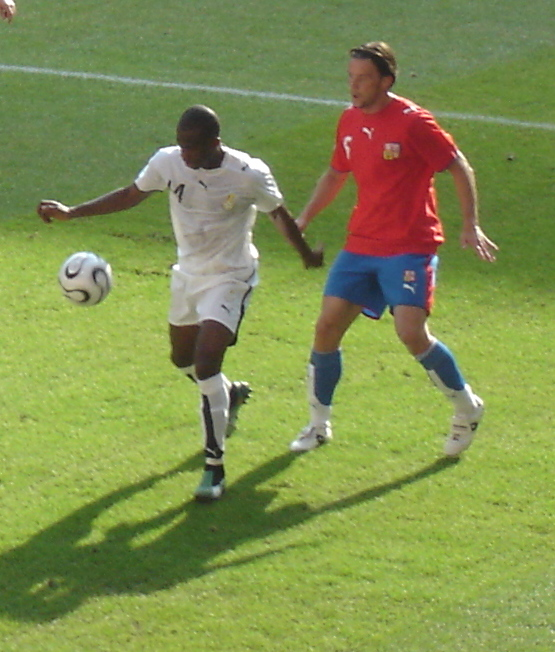
Мэттью Амоа в матче за сборную Ганы

В сентябре 2011 года перешёл в турецкий клуб «Мерсин Идманюрду». В июне 2012 года стал игроком нидерландского клуба «Херенвен», но не сыграл за команду ни одного официального матча. В конце июля 2013 года Мэттью отправился на просмотр в «Хераклес» из Алмело, и позже заключил с клубом контракт на один год.

## Сборная
Мэтью Амоа начал играть за сборную Ганы с 2002 года, провел за неё 26 матчей и забил 9 голов. Он участвовал в ЧМ-2006 в Германии, где сыграл во всех 4-х матчах (3 игры — в групповом турнире и 1 поединок — 1/8 финала).